# Belba subtilis
Belba subtilis är en kvalsterart som beskrevs av Giovanni Canestrini 1897. Belba subtilis ingår i släktet Belba och familjen Damaeidae. Inga underarter finns listade.